# Frans De Groof
Frans Rosalie Medard Albert Maria Jozef De Groof (Wilrijk, 29 februari 1916 - Aartselaar, 2 juni 2005) was een Belgisch notaris en politicus voor CVP.

## Levensloop
De Groof promoveerde in 1941 tot licentiaat in het notariaat aan de Katholieke Universiteit Leuven. Tijdens zijn studentenjaren was hij actief lid van de studentenvereniging Universitas. In 1942 trouwde hij en werd De Groof benoemd tot notaris te Aartselaar. Hij werd onder meer bestuurder van de Nationale Federatie van Notarissen van België, van de 'Christelijke Onderlinge Kas voor Gezinsvergoedingen' en van de 'Algemene Sociale Kas voor Zelfstandigen'.
Op het politieke vlak werd hij in 1945 lid van de CVP. Bij de gemeenteraadsverkiezingen van 24 november 1946 werd hij verkozen tot gemeenteraadslid van Aartselaar en vervolgens aangesteld tot burgemeester, een functie die hij zou bekleden tot 30 april 1980. Hij werd in dit mandaat opgevolgd door Frans Van den Eynde. In 1966 werd hij voorzitter van de Bond van CVP-gemeentemandatarissen voor het arrondissement Antwerpen. In 1968 werd hij verkozen tot CVP-senator voor het kiesarrondissement Antwerpen en vervulde dit mandaat tot in 1971.
Hij kreeg onder meer de eretekens van ridder en officier in de Leopoldsorde en commandeur in de Kroonorde.